# Chisholm (Ontario)
Chisholm – gmina (ang. township) w Kanadzie, w prowincji Ontario, w dystrykcie Nipissing.
Powierzchnia Chisholm to 206,73 km².
Według danych z roku 2016 Chisholm liczy 1291 mieszkańców (6,2 os./km²).